# Gilles Berolatti
Gilles Berolatti (París, 4 de mayo de 1944) es un deportista francés que compitió en esgrima, especialista en la modalidad de florete. Participó en dos Juegos Olímpicos de Verano en los años 1968 y 1972, obteniendo dos medallas, oro en México 1968 y bronce en Múnich 1972.

## Palmarés internacional
| Juegos Olímpicos | Juegos Olímpicos          | Juegos Olímpicos  | Juegos Olímpicos    |
| Año              | Lugar                     | Medalla           | Prueba              |
| ---------------- | ------------------------- | ----------------- | ------------------- |
| 1968             | Ciudad de México (México) | Medalla de oro    | Florete por equipos |
| 1972             | Múnich (RFA)              | Medalla de bronce | Florete por equipos |